# Zezuty
Zezuty (deutsch Sensutten) ist ein Ort in der polnischen Woiwodschaft Ermland-Masuren. Er gehört zur Gmina Olsztynek (Stadt- und Landgemeinde Hohenstein i. Ostpr.) im Powiat Olsztyński (Kreis Allenstein).

## Geographische Lage
Zezuty liegt im Südwesten der Woiwodschaft Ermland-Masuren, 24 Kilometer östlich der einstigen Kreisstadt Osterode in Ostpreußen (polnisch Ostróda) bzw. 17 Kilometer südwestlich der heutigen Kreismetropole Olsztyn (deutsch Allenstein).

## Geschichte
Sensutten wurde 1350 gegründet und bestand aus mehreren kleinen Höfen und Gehöften. Zwischen 1874 und 1945 war die Gemeinde Sensutten Teil des Amtsbezirks Manchengut (polnisch Mańki) im Kreis Osterode in Ostpreußen.
68 Einwohner waren im Jahre 1910 in Sensutten gemeldet. Ihre Zahl belief sich 1933 auf 79 und 1939 auf 73.
1945 kam das gesamte südliche Ostpreußen in Kriegsfolge zu Polen. Sensutten erhielt die polnische Namensform „Zezuty“. Der Ort ist heute Sitz eines Schulzenamts (polnisch Sołectwo), in das auch die Orte Cichogrąd (Mortzfeld), Gębiny (Heinrichsdorf), Spoguny (Spogahnen) sowie Witułty (Witulten) einbezogen sind. Zezuty ist jetzt eine Ortschaft im Verbund der Stadt- und Landgemeinde Olsztynek (Hohenstein i. Ostpr.) im Powiat Olsztyński (Kreis Allenstein), bis 1998 der Woiwodschaft Olsztyn, seither der Woiwodschaft Ermland-Masuren zugehörig.

## Kirche
Bis 1945 war Sensutten in die evangelische Kirche Manchengut (polnisch Mańki) in der Kirchenprovinz Ostpreußen der Kirche der Altpreußischen Union, außerdem in die römisch-katholische Kirche Hohenstein i. Ostpr. eingepfarrt.
Heute gehört Zezuty katholischerseits zur St.-Nikolaus-Kirche Mańki, einer Filialkirche von Biesal (Biessellen) im Erzbistum Ermland, evangelischerseits zur Kirche Olsztynek, einer Filialkirche von Olsztyn in der Diözese Masuren der Evangelisch-Augsburgischen Kirche in Polen.

## Verkehr
Zezuty liegt an einer Nebenstraße, die von Mańki (Manchengut) über Gębiny (Heinrichsdorf) nach Stawiguda (Stabigotten) an die Schnellstraße S 51 führt. Eine Anbindung an den Bahnverkehr besteht nicht.